# Red Carpet Massacre
Albums de Duran Duran
Astronaut
(2004) Live at Hammersmith '82!
(2009)
Singles
1. Falling Down
Sortie : 11 octobre 2007

Red Carpet Massacre est le 12e album studio du groupe anglais Duran Duran, sorti en 2007. Les singles sont Falling Down et dans certains pays Nite Runner.
Pour cet album, le groupe s'est entouré de producteurs à succès que sont la paire Timbaland / Danja ainsi que le chanteur/compositeur R&B Justin Timberlake.

## Historique
En janvier 2006, le groupe se réunit pour enregistrer un nouvel album, en parallèle de la tournée pour Astronaut, avec le producteur américain Michael Patterson (en) et les cinq membres d'origine. Le batteur Roger Taylor déclare en mars 2006 : « l'enregistrement sera en quelque sort un hommage aux racines du groupe, plus clairement un retour à nos origines dance et new wave ». Ils enregistrent ainsi une quinzaine de morceaux
Ce projet d'album est provisoirement intitulé Reportage (en) et doit sortir en mai 2006, avant une tournée d'été. Cependant, fin 2006 Billboard rapporte que l'album a été annulé à la suite du départ du guitariste Andy Taylor, comme annoncé sur le site officiel du groupe :

« Nous continuons Duran Duran sans Andy, puisque nous avons atteint un stade dans notre relation où un fossé infranchissable sous sépare désormais de lui et, par conséquent, nous ne pouvons plus collaborer efficacement ensemble. »

— Site officiel du groupe, octobre 2006
Le groupe repart de zéro et commence à développer Red Carpet Massacre,. Simon Le Bon explique : « Lorsque nous avons réécouté ce que nous avions fait, nous sentions que nous n'avions pas de morceau phare, nous avons donc contacté Timbaland, qui était le seul producteur que nous aimions tous ».
En octobre 2006, le chanteur Simon Le Bon annonce que le groupe a enregistré en septembre trois chansons avec le producteur Timbaland, son protégé Nate "Danja" Hills et l'ingénieur du son Jimmy Douglass dans les studios du Manhattan Center. Billboard révèle que l'une de ces chansons est Nite Runner, en collaboration avec Justin Timberlake, et qu'elle est à l'époque envisagée comme premier single. Le groupe travaille avec Timbaland sur les titres Skin Divers et Zooming In. Deux autres chansons, 48 Hours Later et Transcendental Mental, sont également enregistrées mais n'apparaitront pas sur l'album.
Après les enregistrements à Manhattan, Duran Duran se rend aux Metropolis Studios de Londres, avec Danja et Douglass pour de nouvelles sessions. En juin 2007, le groupe annonce sur son site officiel qu'il a enregistré une autre chanson avec Justin Timberlake, Falling Down. Nite Runner est cependant la chanson que le groupe interprète lors d'un concert réservé aux fans au Hammerstein Ballroom de New York le 17 juin 2007 ; Simon Le Bon confirme qu'elle sera sûrement le 1er single. Plusieurs morceaux de l'album (The Valley, Red Carpet Massacre, Skin Divers et Box Full O' Honey) sont joués durant le sound system du concert, mais ne sont pas interprétés par le groupe.
Après le concert de New York et une soirée d'écoute devant la presse, Simon Le Bon, Nick Rhodes, John Taylor et Roger Taylor retournent en Angleterre pour le mixage de l'album et pour les concerts Live Earth et Concert for Diana à Londres. Ils se rendent à nouveau à New York pour des nouvelles sessions avant de retourner à Londres pour peaufiner l'album.

## Performances commerciales
Tout comme le single Falling Down (qui ne sort même pas en CD aux États-Unis), l'album sera considéré comme un échec commercial. Le single est même un échec au Royaume-Uni, pays natal du groupe, avec une petite 52e place au UK Singles Chart. L'album fera à peine mieux, se classant 36e au Royaume-Uni et 44 sur le sol américain.
À la suite du peu de succès de Falling Down, Sony BMG refusera de sortir un second single. Le label ne voulait pas dépenser plus d'argent, notamment en raison du coup global du projet, après l'album avorté Reportage.

## Critiques
Les critiques envers l'album sont partagées. Pour BBC Music, Al Spicer écrit notamment « tout cela forme une brillante production pure comme du cristal » de Timbaland qui ne dénature pas la « fragilité européenne essentielle qui caractérise le groupe ». Dans la critique de Entertainment Weekly, on peut lire que le groupe propose un son moderne sans dénaturer son passé, avec des titres « vintage » comme Box Full o’ Honey et Falling Down qui renvoient à leurs origines « Nouveaux Romantiques ».
Dans NME, cet album est une nouvelle tentative de retour du groupe, qui s’essaie à divers genre comme la « California pop » sur Falling Down ou l'europop sur She’s Too Much. Le journaliste décrit cela comme « gonflé et inconfortable ». Sur le site Pitchfork, l'album n'obtient que 3,8/10.
Dans le bimensuel québécois Voir, on peut notamment que « cet amalgame de pop-rock et de hip-hop est une franche réussite ». Dans le magazine français Magic, Elsa Suru écrit quant à elle « La magnifique ballade Box Full O’Honey fera fondre les plus romantiques, et le groovy Skin Divers vous remuera le pelvis comme à l’époque de Michael Jackson. Serait-ce un sacrilège de dire que Red Carpet Massacre est le meilleur album de Duran Duran ? Eh, bien tant pis, c’est dit ».
En France, le duo Timbaland-Timberlake permettra à cet album d'avoir une couverture dans les médias plus importante que pour les précédents albums. Dans VSD, on peut notamment lire « La pop des années 1980 a laissé place à un mélange de R&B et de dance funky. Simon Le Bon est à l'aise dans ce nouvel élément, et tant pis pour son image de dandy fan de David Bowie ».

## Liste des titres
| Édition standard | Édition standard                           | Édition standard                      | Édition standard                       | Édition standard                                | Édition standard | Édition standard | Édition standard | Édition standard | Édition standard |
| No               | Titre                                      | Paroles                               | Musique                                | Producteur(s)                                   | Durée            |                  |                  |                  |                  |
| ---------------- | ------------------------------------------ | ------------------------------------- | -------------------------------------- | ----------------------------------------------- | ---------------- | ---------------- | ---------------- | ---------------- | ---------------- |
| 1.               | The Valley                                 | Simon Le Bon                          | Duran Duran, Nate Hills                | Nate "Danja" Hills, Jimmy Douglass, Duran Duran | 4:57             |                  |                  |                  |                  |
| 2.               | Red Carpet Massacre                        | Bon                                   | Duran Duran, Hills                     | Danja, Douglass, Duran Duran                    | 3:17             |                  |                  |                  |                  |
| 3.               | Nite Runner                                | Le Bon, Tim Mosley, Justin Timberlake | Duran Duran, Mosley, Timberlake, Hills | Timbaland, Timberlake, Danja, Duran Duran       | 3:58             |                  |                  |                  |                  |
| 4.               | Falling Down (featuring Justin Timberlake) | Bon                                   | Duran Duran, Timberlake                | Timberlake                                      | 5:41             |                  |                  |                  |                  |
| 5.               | Box Full O' Honey                          | Bon                                   | Duran Duran, Hills                     | Danja, Douglass, Duran Duran, Jim Beanz         | 3:10             |                  |                  |                  |                  |
| 6.               | Skin Divers                                | Le Bon, Mosley                        | Duran Duran, Mosley, Hills             | Timbaland, Danja, Duran Duran                   | 4:24             |                  |                  |                  |                  |
| 7.               | Tempted                                    | Le Bon                                | Duran Duran, Hills                     | Danja, Douglass, Duran Duran                    | 4:22             |                  |                  |                  |                  |
| 8.               | Tricked Out                                | Le Bon                                | Duran Duran, Hills                     | Danja, Douglass, Duran Duran                    | 2:45             |                  |                  |                  |                  |
| 9.               | Zoom In                                    | Le Bon                                | Duran Duran, Mosley, Hills             | Timbaland, Danja, Duran Duran, Beanz            | 3:25             |                  |                  |                  |                  |
| 10.              | She's Too Much                             | Le Bon                                | Duran Duran, Hills                     | Danja, Douglass, Duran Duran, Beanz             | 5:30             |                  |                  |                  |                  |
| 11.              | Dirty Great Monster                        | Le Bon                                | Duran Duran, Hills                     | Danja, Douglass, Duran Duran, Beanz             | 3:40             |                  |                  |                  |                  |
| 12.              | Last Man Standing                          | Le Bon                                | Duran Duran, Hills                     | Danja, Douglass, Duran Duran, Beanz             | 4:05             |                  |                  |                  |                  |
| 46:74            |                                            |                                       |                                        |                                                 |                  |                  |                  |                  |                  |

| 13. | Cry Baby Cry | Duran Duran | 3:57 |

| 14. | Nite-Runner (live)         | Duran Duran, Timbaland, Justin Timberlake & Danja | 4:05 |
| 15. | Red Carpet Massacre (live) | Duran Duran & Danja                               | 3:09 |

### DVD de l'édition édition
Il contient des vidéos revenant sur la création de l'album
1. The Album
2. The Artwork
3. The Video - Making-of du clip de Falling Down
4. The Campaign
5. The Out-Takes

### Édition vinyle
| Face A 1. The Valley – 4:57 2. Red Carpet Massacre – 3:17 3. Nite Runner – 3:58 Face B 1. Falling Down (featuring Justin Timberlake) – 5:41 2. Box Full O' Honey – 3:10 3. Skin Divers (featuring Timbaland) – 4:24 4. Tempted' – 4:22 | Face C 1. Tricked Out – 2:45 2. Zoom In – 3:25 3. She's Too Much – 5:30 Face D 1. Cry Baby Cry" – 3:57 2. Dirty Great Monster – 3:40 3. Last Man Standing – 4:05 |

L'édition vinyle a par ailleurs été éditée en tirage limité à 2 000 copies avec des disques rouges.

## Classements
| Classements / pays (2007-2008) | Meilleure position |
| ------------------------------ | ------------------ |
| Allemagne (Media Control AG)   | 85                 |
| France (SNEP)                  | 145                |
| Italie (FIMI)                  | 10                 |
| Pays-Bas (Mega Album Top 100)  | 73                 |
| Royaume-Uni (UK Albums Chart)  | 36                 |
| Suisse (Schweizer Hitparade)   | 39                 |
| États-Unis (Billboard 200)     | 44                 |

## Crédits

### Musiciens
- Duran Duran :
  - Simon Le Bon : chant
  - Nick Rhodes : claviers
  - John Taylor : basse
  - Roger Taylor : batterie

## Musiens additionnels
- Dominic Brown : guitare
- Simon Willescroft : saxophone sur la piste 11
- Marcella « Ms Lago » Araica : programmation additionnelle sur (1)
- Justin Timberlake : voix additionnelles sur (3, 4)
- Timbaland : voix additionnelles sur (3, 6)
- Jim Beanz : voix additionnelles sur (3, 10)
- Terri Walker : voix additionnelles sur (6)

### Production
- Nate « Danja » Hills : producteur
- Timbaland : producteur des pistes 3, 6 et 9
- Justin Timberlake : coproducteur de la piste 3, producteur de la piste 4
- Jim Beanz : production vocale sur les pistes 5, 9, 10, 11 et 12
- Jimmy Douglass : producteur, ingénieur son, mixage
- Vlado Meller : mastering aux Universal Mastering Studios à New York[1]

### Design de la pochette
- Artwork : Patty Palazzo[1]
- Direction artistique : John Taylor
- Pochette et photographiques intérieures : Nick Rhodes